# Tom Smith (rugbista 1971)
Thomas James Smith, detto Tom (Londra, 31 ottobre 1971 – 6 aprile 2022), è stato un rugbista a 15 e allenatore di rugby a 15 britannico, internazionale per la Scozia, già prima linea di Glasgow Warriors e Northampton.

## Biografia
Benché nato in Inghilterra, Smith crebbe in Scozia e iniziò la sua carriera di club ai Watsonians, club di Edimburgo, con cui esordì nel campionato scozzese; nel frattempo, a livello europeo, aveva iniziato a rappresentare Glasgow in Heineken Cup 1996-97, prima di passare in pianta stabile in tale squadra nel 1998.
Debuttò in Nazionale scozzese contro l'Inghilterra nel corso del Cinque Nazioni 1997 e pochi mesi più tardi, con solo tre incontri internazionali alle spalle, fu selezionato per il vittorioso tour dei British Lions in Sudafrica.
Dopo la Coppa del Mondo di rugby 1999 fu al Brive per due stagioni, al termine delle quali rientrò in Gran Bretagna al club inglese del Northampton, non senza avere criticato i sistemi di allenamento del club francese appena lasciato; prese parte nel 2001 al tour dei British Lions in Australia e, ancora, alla Coppa del Mondo di rugby 2003 in Australia.
Disputò il suo ultimo incontro internazionale nel corso del Sei Nazioni 2005, ottavo complessivo e settimo consecutivo, impreziosito dalla vittoria nell'edizione 1999.
Nel 2009, anno del suo ritiro definitivo, vinse anche la Challenge Cup con Northampton.
Subito dopo il ritiro divenne allenatore degli avanti dell'Edimburgo in Celtic League, ruolo che tenne per tre stagioni prima di tornare in Francia e allenare il Lione.
Durante la sua permanenza a Lione allenò nella stagione 2013-14 anche gli avanti del Bergerac, club di Fédérale 2 (quarta divisione nazionale).
Sposato con tre figli e residente in Francia meridionale, a novembre 2019 annunciò di aver ricevuto a la diagnosi di tumore del quarto stadio TNM al colon; in un'intervista concessa alla BBC nel gennaio 2021 ha reso noto il decorso positivo delle cure fino a quel momento. L'atleta è morto il 6 aprile del 2022 all'età di 50 anni .

## Palmarès
- Challenge Cup: 1
Northampton: 2008-09